# Barra postorbital

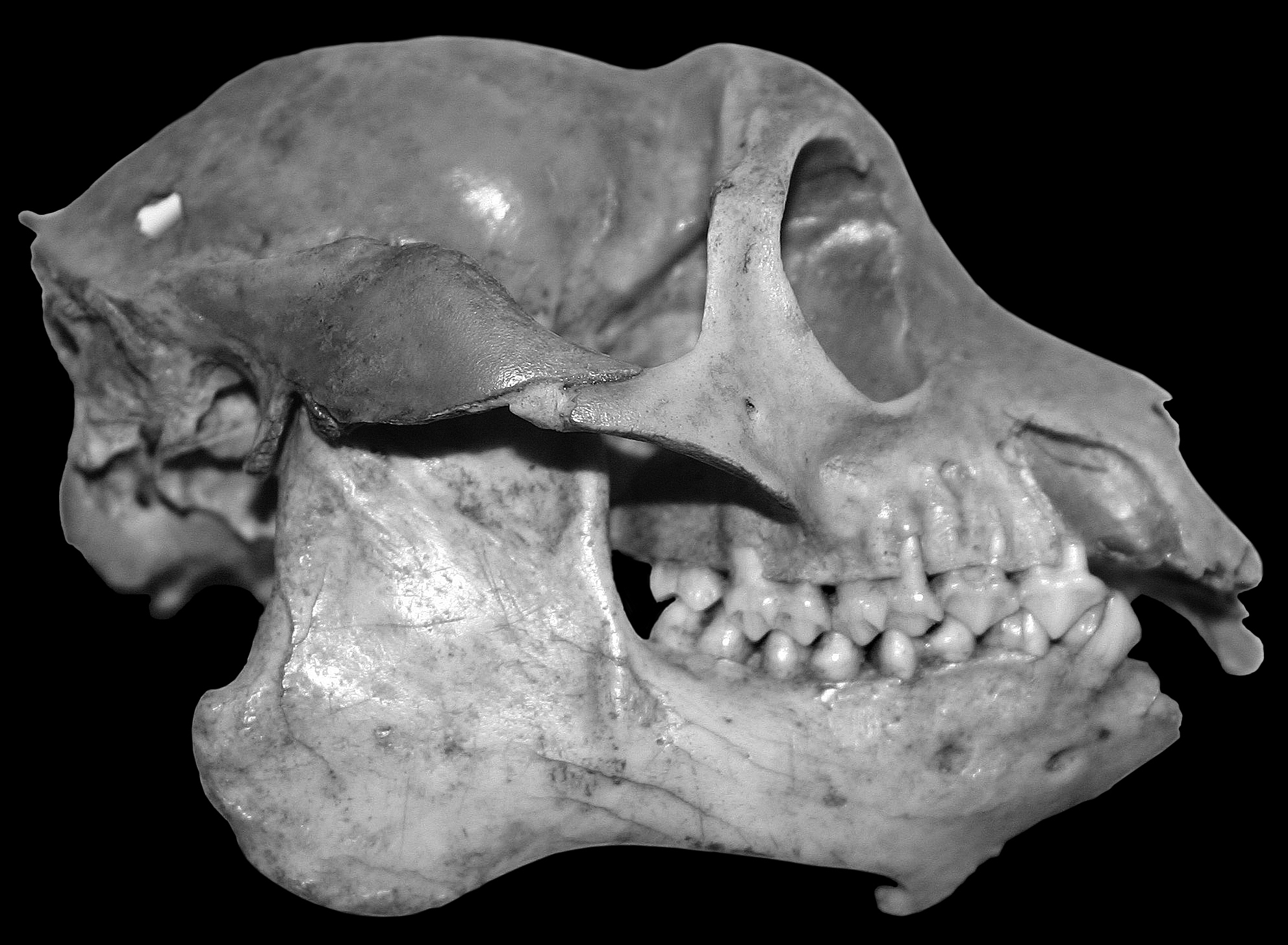
Cráneo del estrepsirrino extinto Mesopropithecus globiceps con la barra postorbital visible adelante y arriba del arco cigomático, rodeando la parte lateral de la órbita.

La barra postorbital es una estructura ósea, formada por la unión del maxilar superior y el proceso cigomático, que rodea la parte posterior de la órbita en algunos grupos de mamíferos. Todos los primates estrepsirrinos poseen esta estructura y los grupos extintos relacionados, los adapiformes y omomíidos, al contrario de los catarrinos, los cuales poseen una estructura llamada septo postorbital que aísla las órbitas de los músculos temporales. En los estrepsirrinos se tiene la teoría que esta estructura tiene la finalidad de impedir que la visión se distorsiones durante la masticación y que a la vez tiene una función protectora del globo ocular.
Aparte de los primates estrepsirrinos, otros grupos de mamíferos poseen esta estructura, como los tenrecs, y algunos carnívoros, hiracoideos, artiodáctilos y marsupiales.